# 熱力位能
熱力位能（英語：Thermodynamic potential）是一個來表示系統熱力學狀態的标量函數。熱力位能的概念由皮埃爾·迪昂於1886年提出。約西亞·吉布斯在他的論文中将其称为基礎函數。熱力位能其中一種主要的物理解釋是內能U。它是守恒力系統之位形的能量（這就是為什麼它是一個位能）。因此，热力位能的数值只有在一套被定義出來的參考系中才具有意義。所有的熱力位能表示式可從U的表示式經勒壤得轉換導出。在熱力學位能的表达式中，某些力，如重力，通常被忽略。它们被算作整个系统的宏观总能量，而非热力位能的一部分。例如：一个蒸汽机的工质在山顶比在山脚具有更高的重力位能，但是工质的重力位能算作蒸汽机的总能量而非系统的热力位能。

## 描述與解釋
| 名稱           | 符號                                               | 公式                                                                          | 自然變數                         |
| -------------- | -------------------------------------------------- | ----------------------------------------------------------------------------- | -------------------------------- |
| 內能           | {\displaystyle U}                                  | {\displaystyle \int (TdS-pdV+\sum _{i}\mu _{i}dN_{i})}                        | {\displaystyle S,V,\{N_{i}\}}    |
| 亥姆霍茲自由能 | {\displaystyle F}, {\displaystyle A}               | {\displaystyle U-TS}                                                          | {\displaystyle T,V,\{N_{i}\}}    |
| 焓             | {\displaystyle H}                                  | {\displaystyle U+pV}                                                          | {\displaystyle S,p,\{N_{i}\}}    |
| 吉布斯能       | {\displaystyle G}                                  | {\displaystyle U+pV-TS}                                                       | {\displaystyle T,p,\{N_{i}\}}    |
|                | {\displaystyle \Omega }, {\displaystyle \Phi _{G}} | {\displaystyle U-TS-}{\displaystyle \sum _{i}\,}{\displaystyle \mu _{i}N_{i}} | {\displaystyle T,V,\{\mu _{i}\}} |

表中T為溫度，S為熵，p為壓力，V為體積。亥姆霍茲自由能通常以F表示，但是國際純粹與應用化學聯合會採用A來作為其符號。对于系统中所有不同的粒子，{\displaystyle N_{i}}是系統裡第i种粒子的數量，{\displaystyle \mu _{i}}是第i种粒子的化學势。為了保持完整性，自然變數的列表中也包含了{\displaystyle N_{i}}集合。如果所有的化学反应都不会改变各种粒子的数量，{\displaystyle \{N_{i}\}}也会被从自然變數的列表中忽略。
所列的五种常见的热力势都是势能。使用类似的方式也可以定义出自由熵。熱力方型圖可以用于帮助记忆不同热力势的表达式。
就像在力学中，位能被定義為作功的能力，热力势能也和系统做功或释放热的能力有关。不同的位能有不同的意義：
- 內能是做功的能力和放熱的能力。
- 吉布斯能是做非機械功的能力。
- 焓是做非機械功的能力和放熱的能力。
- 亥姆霍茲自由能是系统做機械功和非機械功的能力。

從这些解释中，可以看出{\displaystyle \Delta U}是加到系統裡的能量，{\displaystyle \Delta F}是對系統作的總功，{\displaystyle \Delta G}是對系統作的非機械功，{\displaystyle \Delta H}是對系統作的非機械功加上給系統的熱。热力势常用于在不同的条件下計算化學平衡的位置或者是測量反应物和产物的性質。化學反應的过程中通常有一些限制：如定壓、定溫、定熵或定體積；在不同的限制条件成立时，不同的热力势能表征热力系统相应的可用的總能量。
如同在力學中，系統會趨向較低的位能值並達成平衡。根據熱力學第一與第二定律（最小能量原理），在不同的限制条件下，热力位能會達到一個不再變動的最小值。因此，熱力位能可以用來估計在相應的条件下，熱力平衡点的位置。例如：
- 當一個封閉系統的熵與「外部參數」（如：體積）保持恒定时，內能(U)會降低並在热力平衡点達到最小值。
- 當一個封閉系統的溫度與外部參數保持恒定时，亥姆霍茲自由能(F)會降低並在热力平衡点達到最小值。
- 當一個封閉系統的壓力與外部參數保持恒定时，焓(H)會降低並在热力平衡点達到最小值。
- 當一個封閉系統的溫度、壓力與外部參數保持恒定时，吉布斯能(G)會降低並在热力平衡点達到最小值。

## 自然變數
在反應過程中保持定值的變數稱為此位能中的自然變數。自然變數重要的原因不僅是上述的理由，也是因為熱力位能可被當作自然變數的函數。系統的所有的熱力性質可藉由找出此位能對自然變數所作的偏導數而求得，當沒有其他變數在時這就是對的。反之，若一個熱力位能不是自然變數的函數，它就不能找出此系統所有的熱力性質。
要注意的是，上述四種位能的自然變數組皆是由T-S變數與P-V變數所以結合而形成，不含任何一對共軛變數。也沒有理由忽略{\displaystyle \mu _{i}-N_{i}}共軛對，事實上需要為了每一種型式定義四種額外的位能。使用國際純粹與應用化學聯合會的符號，括號內含有自然變數，可得到：
| 公式                                                | 自然變數                                            |
| {\displaystyle U[\mu _{j}]=U-\mu _{j}N_{j}\,}       | {\displaystyle ~~~~~S,V,\{N_{i\neq j}\},\mu _{j}\,} |
| {\displaystyle F[\mu _{j}]=U-TS-\mu _{j}N_{j}\,}    | {\displaystyle ~~~~~T,V,\{N_{i\neq j}\},\mu _{j}\,} |
| {\displaystyle H[\mu _{j}]=U+pV-\mu _{j}N_{j}\,}    | {\displaystyle ~~~~~S,p,\{N_{i\neq j}\},\mu _{j}\,} |
| {\displaystyle G[\mu _{j}]=U+pV-TS-\mu _{j}N_{j}\,} | {\displaystyle ~~~~~T,p,\{N_{i\neq j}\},\mu _{j}\,} |

如果這裡只有一個自然變數，即可立即完成，但若有兩個，就要把位能加起來，如{\displaystyle U[\mu _{1},\mu _{2}]=U-\mu _{1}N_{1}-\mu _{2}N_{2}}這樣。如果這裡是{\displaystyle D}維熱力空間，這裡就有{\displaystyle 2^{D}}種不同的熱力位能。例如，在三維空間中的單相理想氣體，有九個熱力位能。
在統計力學中，亥姆霍茲自由能與配分函數間的關係是基礎重要的，它用來計算物質的熱力性質。

## 热力学基本关系
热力学基本关系基于热力学第一和第二定律而得出的热力势能的定义的微分形式。根據熱力學第一定律，系統內能U的无限小增量是流入系統的熱以及向系統添加新粒子的化学势的總和减去系統對環境所做的功：
{\displaystyle \mathrm {d} U=\delta Q-\delta W+\sum _{i}\mu _{i}\,\mathrm {d} N_{i}}
這裡的{\displaystyle \delta Q}是流入系統的無限小的熱，{\displaystyle \delta W}是系統对环境做的無限小的功，{\displaystyle \mu _{i}}是第i种粒子的化學位，{\displaystyle N_{i}}是第i种粒子的數量。（注意：{\displaystyle \delta Q}與{\displaystyle \delta W}都与路径相关，不是准确微分。因此，這些變數的微小變化在此記為{\displaystyle \delta }而不是{\displaystyle \mathrm {d} }。）
根據熱力學第二定律，內能的改變可以由狀態函數與它們的微分來表示。在可逆过程中，下式成立：
{\displaystyle \delta Q=T\,\mathrm {d} S\,}
{\displaystyle \delta W=p\,\mathrm {d} V\,}
這裡T是溫度，S是熵，p是壓力，V是體積。
将这三个关系联立可得內能在可逆过程中的標準微分形式：
{\displaystyle \mathrm {d} U=T\mathrm {d} S-p\mathrm {d} V+\sum _{i}\mu _{i}\,\mathrm {d} N_{i}\,}
由於U、S、V是狀態函數，其取值仅与始态和终态有关而与过程无关，上述關係在任意非可逆變化中也成立。如果除了体积之外，系統还擁有更多的外部變數，基礎熱力關係即可推廣到：
{\displaystyle dU=T\,dS-\sum _{i}X_{i}\,dx_{i}+\sum _{j}\mu _{j}\,dN_{j}\,}
這裡{\displaystyle X_{i}}是對應外部變數{\displaystyle x_{i}}的廣義力。
多次应用勒让德轉換，可以得到下列這四項位能的微分關係：
| {\displaystyle \mathrm {d} U\,} | {\displaystyle \!\!=\!\!} |                     | {\displaystyle T\mathrm {d} S\,}   | {\displaystyle -\,} | {\displaystyle p\mathrm {d} V\,} | {\displaystyle +\sum _{i}\mu _{i}\,\mathrm {d} N_{i}\,} |
| {\displaystyle \mathrm {d} F\,} | {\displaystyle \!\!=\!\!} | {\displaystyle -\,} | {\displaystyle S\,\mathrm {d} T\,} | {\displaystyle -\,} | {\displaystyle p\mathrm {d} V\,} | {\displaystyle +\sum _{i}\mu _{i}\,\mathrm {d} N_{i}\,} |
| {\displaystyle \mathrm {d} H\,} | {\displaystyle \!\!=\!\!} |                     | {\displaystyle T\,\mathrm {d} S\,} | {\displaystyle +\,} | {\displaystyle V\mathrm {d} p\,} | {\displaystyle +\sum _{i}\mu _{i}\,\mathrm {d} N_{i}\,} |
| {\displaystyle \mathrm {d} G\,} | {\displaystyle \!\!=\!\!} | {\displaystyle -\,} | {\displaystyle S\,\mathrm {d} T\,} | {\displaystyle +\,} | {\displaystyle V\mathrm {d} p\,} | {\displaystyle +\sum _{i}\mu _{i}\,\mathrm {d} N_{i}\,} |

注意上述每個等式右邊的無限小的量皆是等式左方的位能的自然變數。使用类似的方法可以得到系统所有其他热力势的表达式。每一个热力势各有一个对应的基本关系式，因此一共有{\displaystyle 2^{D}}個基本关系式。

## 狀態方程式
可以使用上述方程式導出一些熱力參數的不同定義。若定義{\displaystyle \Phi }來代表任一個熱力位能，上述方程式將變成：
{\displaystyle \mathrm {d} \Phi =\sum _{i}x_{i}\,\mathrm {d} y_{i}\,}
這裡{\displaystyle x_{i}}與{\displaystyle y_{i}}是共軛對，{\displaystyle y_{i}}是位能{\displaystyle \Phi }的自然變數。根據連鎖律得到：
{\displaystyle x_{j}=\left({\frac {\partial \Phi }{\partial y_{j}}}\right)_{\{y_{i\neq j}\}}}
這裡{\displaystyle \{y_{i\neq j}\}}是{\displaystyle \Phi }除了{\displaystyle y_{j}}以外的自然變數集合。這讓各項熱力參數的表示式在與自然變數有關的位能的導數項裡。這些方程式又稱作狀態方程式，由於它們指明了熱力態的參數，如果我們自己限制位能U、F、H、G，可得到：
{\displaystyle +T=\left({\frac {\partial U}{\partial S}}\right)_{V,\{N_{i}\}}=\left({\frac {\partial H}{\partial S}}\right)_{p,\{N_{i}\}}}
{\displaystyle -p=\left({\frac {\partial U}{\partial V}}\right)_{S,\{N_{i}\}}=\left({\frac {\partial F}{\partial V}}\right)_{T,\{N_{i}\}}}
{\displaystyle +V=\left({\frac {\partial H}{\partial p}}\right)_{S,\{N_{i}\}}=\left({\frac {\partial G}{\partial p}}\right)_{T,\{N_{i}\}}}
{\displaystyle -S=\left({\frac {\partial G}{\partial T}}\right)_{p,\{N_{i}\}}=\left({\frac {\partial F}{\partial T}}\right)_{V,\{N_{i}\}}}
{\displaystyle ~\mu _{j}=\left({\frac {\partial \phi }{\partial N_{j}}}\right)_{X,Y,\{N_{i\neq j}\}}}
這裡的最後一個方程式，{\displaystyle \Phi }是指任一熱力位能U、F、H、G，{\displaystyle {X,Y,\{N_{j\neq i}\}}}是位能的自然變數集合，其中不包括{\displaystyle N_{i}}。如果使用了所有的位能，那麼將會有更多狀態方程式如
{\displaystyle -N_{j}=\left({\frac {\partial U[\mu _{j}]}{\partial \mu _{j}}}\right)_{S,V,\{N_{i\neq j}\}}}
等。這裡每個位能總共會有D個方程式而造成總共有 {\displaystyle D2^{D}} 個狀態方程式。如果特定位能有D個狀態方程式是已知的，那麼位能的基礎方程式將會被決定。這代表將會得知與此系統有關的所有熱力學訊息，隨著對應的狀態方程式，任一其它位能的基礎方程式也將會被找到。

## 麦克斯韦关系式
再一次定義{\displaystyle x_{i}}與{\displaystyle y_{i}}是共軛對，
{\displaystyle y_{i}}是某個位能{\displaystyle \Phi }的自然變數。對狀態方程式作「交錯微分」可以得到下列關係：
{\displaystyle \left({\frac {\partial }{\partial y_{j}}}\left({\frac {\partial \Phi }{\partial y_{k}}}\right)_{\{y_{i\neq k}\}}\right)_{\{y_{i\neq j}\}}=\left({\frac {\partial }{\partial y_{k}}}\left({\frac {\partial \Phi }{\partial y_{j}}}\right)_{\{y_{i\neq j}\}}\right)_{\{y_{i\neq k}\}}}
從這裡我可得到麦克斯韦关系式。如果限制U、F、H、G，每個位能總共將會有總數{\displaystyle {\frac {D-1}{2}}}個方程式。
{\displaystyle \left({\frac {\partial T}{\partial V}}\right)_{S,\{N_{i}\}}=-\left({\frac {\partial p}{\partial S}}\right)_{V,\{N_{i}\}}}
{\displaystyle \left({\frac {\partial T}{\partial p}}\right)_{S,\{N_{i}\}}=+\left({\frac {\partial V}{\partial S}}\right)_{p,\{N_{i}\}}}
{\displaystyle \left({\frac {\partial S}{\partial V}}\right)_{T,\{N_{i}\}}=+\left({\frac {\partial p}{\partial T}}\right)_{V,\{N_{i}\}}}
{\displaystyle \left({\frac {\partial S}{\partial p}}\right)_{T,\{N_{i}\}}=-\left({\frac {\partial V}{\partial T}}\right)_{p,\{N_{i}\}}}
使用含有化學位的狀態方程式，得到方程式如：
{\displaystyle \left({\frac {\partial T}{\partial N_{j}}}\right)_{V,S,\{N_{i\neq j}\}}=\left({\frac {\partial \mu _{j}}{\partial S}}\right)_{V,\{N_{i}\}}}
用其他位能可得到這些方程式：
{\displaystyle \left({\frac {\partial N_{j}}{\partial V}}\right)_{S,\mu _{j},\{N_{i\neq j}\}}=-\left({\frac {\partial p}{\partial \mu _{j}}}\right)_{S,V\{N_{i\neq j}\}}}
{\displaystyle \left({\frac {\partial N_{j}}{\partial N_{k}}}\right)_{S,V,\mu _{j},\{N_{i\neq j,k}\}}=-\left({\frac {\partial \mu _{k}}{\partial \mu _{j}}}\right)_{S,V\{N_{i\neq j}\}}}

## 歐拉積分
再一次定義{\displaystyle x_{i}}與{\displaystyle y_{i}}是共軛對，且{\displaystyle y_{i}}是內能的自然變數。
由於內能U的所有的自然變數是外延量。
{\displaystyle U(\{\alpha y_{i}\})=\alpha U(\{y_{i}\})\,}
從歐拉的齊次函數定理，內能可以被寫成：
{\displaystyle U(\{y_{i}\})=\sum _{j}y_{j}\left({\frac {\partial U}{\partial y_{j}}}\right)_{\{y_{i\neq j}\}}}
從狀態方程式，得到：
{\displaystyle U=TS-pV+\sum _{i}\mu _{i}N_{i}\,}
代入其它主要位能的表示式，得到：
{\displaystyle F=-pV+\sum _{i}\mu _{i}N_{i}\,}
{\displaystyle H=TS+\sum _{i}\mu _{i}N_{i}\,}
{\displaystyle G=\sum _{i}\mu _{i}N_{i}\,}
如上述，這個過程可以被執行在其他所有熱力位能上。注意，歐拉積分有時也叫作基礎方程式。

## 吉布斯－迪昂關係
從基本熱力態方程式推導吉布斯－迪昂方程式是容易的。在熱力態上，當平衡時吉布斯能{\displaystyle G}可以被局部展開：
{\displaystyle \mathrm {d} G=\left.{\frac {\partial G}{\partial p}}\right|_{T,N}\mathrm {d} p+\left.{\frac {\partial G}{\partial T}}\right|_{p,N}\mathrm {d} T+\sum _{i=1}^{I}\left.{\frac {\partial G}{\partial N_{i}}}\right|_{p,N_{j\neq i}}\mathrm {d} N_{i}\,}
隨著兩個麦克斯韦关系式與化學位的定義被替代，這轉變成：
{\displaystyle \mathrm {d} G=V\mathrm {d} p-S\mathrm {d} T+\sum _{i=1}^{I}\mu _{i}\mathrm {d} N_{i}\,}
化學位是偏摩尔吉布斯能的另一個名稱，因此：
{\displaystyle G=\sum _{i=1}^{I}\mu _{i}N_{i}\,}
{\displaystyle \mathrm {d} G=\sum _{i=1}^{I}\mu _{i}\,\mathrm {d} N_{i}+\sum _{i=1}^{I}N_{i}\,\mathrm {d} \mu _{i}\,}
減去產生的吉布斯－迪昂關係：
{\displaystyle \sum _{i=1}^{I}N_{i}\,\mathrm {d} \mu _{i}=-S\,\mathrm {d} T+V\,\mathrm {d} p\,}
吉布斯－迪昂關係是系統的密集參數之間的關係。由此可見一個有{\displaystyle I}個部件的簡單系統將有{\displaystyle I+1}個獨立參數或自由度。舉個例子，一個有單一部件的簡單系統將有兩個自由度，且可能被兩個參數表明，如溫度或壓力。這定律是以約西亞·吉布斯和皮埃爾·迪昂命名。

## 化學反應
這些量的變化用來估計劃化學反應將要進行的程度是有用的。相關量決於反應條件，如下表所示。Δ代表在平衡時，位能的改變量將會是零。
|        | 定數 V | 定數 p |
| ------ | ------ | ------ |
| 定數 S | ΔU     | ΔH     |
| 定數 T | ΔF     | ΔG     |

最常見的一種反應考慮常數p與常數T，所以在化學反應的研究上，吉布斯能是最有用的位能。